# 島津忠久
島津 忠久（しまづ ただひさ）は、平安時代末期から鎌倉時代前期にかけての武将。鎌倉幕府御家人。島津氏の祖。本姓は惟宗氏で惟宗忠久（これむね の ただひさ）、また後年には藤原氏も称した。出自・生年については諸説ある。

## 生涯

### 生誕
生誕は大阪市の住吉大社であり現在でも境内に誕生石が残されている。『島津国史』などの島津家の諸家伝によれば治承3年（1179年）の12月31日とある。15世紀後半に島津家家臣山田聖栄により書かれた『山田聖栄自記』には、文治5年（1189年）の奥州合戦の際に畠山重忠を烏帽子親として13歳で元服したという記述があり、1177年（安元3年、治承元年）の生誕ということになるが、山田聖栄は別のところで1166年であるとも記しているという。
忠久の史料上の初見は、治承3年（1179年）2月8日、春日祭使の行列に供奉している記録である（『山槐記』）。また『玉葉』にも翌年「左兵衛尉忠久」の記録がある。島津家伝や山田聖栄の記述が正しければ、10歳にも満たない忠久が兵衛尉に任官したこととなるが、事実とはみなし難い。また孫の惟宗忠景は、『新後撰和歌集』で祖父の忠久が検非違使や賀茂祭主を勤めたと記述している。
島津家伝では忠久の父を源頼朝、母を「丹後局」としている。家伝ではこの女性が比企氏の出であるとしており、安達盛長の妻であった丹後内侍に比定されている。ただし忠久が源頼朝の子であったという記述が見られるようになるのは15世紀のはじめ頃からであり、同時代史料には存在しない。
『吉見家系図』では頼朝の乳母であった比企尼と比企掃部允の三女が都で二条天皇に仕えていた際に、惟宗広言と通じて忠久を産み、その後鎌倉で安達盛長に嫁いだとされる。これが事実であれば、丹後内侍は頼朝の乳母子であることとなる。ただし『吾妻鏡』には丹後内侍と忠久の関係について全く言及されていない。
『三長記』1198年正月晦日の除目記事では、「左兵衛尉惟宗忠久」とあり、この他いくつかの文書から当時の忠久は概ね惟宗姓を称していた。

### 鎌倉の御家人
元暦2年（1185年）3月、比企能員の手勢として平家追討に加わっていたとされ、恩賞として元暦2年（1185年）6月に頼朝より伊勢国波出御厨、須可荘地頭職に任命される。「島津家文書」では、この時の名は「左兵衛尉惟宗忠久」と記されている。文治元年（1185年）8月17日付で、源頼朝の推挙により摂関家領島津荘下司職に任命される。これが忠久と南九州との関係の始まりとなる。その後まもなく島津荘の惣地頭に任じられている。
また、同じ年に信濃国塩田荘地頭職にも任命される。文治5年（1189年）の奥州合戦に頼朝配下の御家人として参陣し、建久元年（1190年）の頼朝の上洛の際にも行列に供奉している。建久8年（1197年）12月、大隅国・薩摩国の守護に任じられ、この後まもなく、日向国守護職を補任される。建久9年（1198年）、左衛門尉に任官される。諸国で守護や郡地頭職に任命されているが、これ以降、忠久は最も広大な島津荘を本貫にしようと、その地名から、島津（嶋津）左衛門尉と称する。
ただしこれらについて『吾妻鏡』において言及はされていない。『吾妻鏡』に忠久が記載されるのは、正治2年（1200年）2月26日、源頼家の鶴岡八幡宮社参記事が最初であり、忠久は20人の御後衆の一人として登場している。

### 比企の乱
頼朝死後の建仁3年（1203年）9月、比企の乱（比企能員の変）が起こり、この乱で忠久は北条氏によって滅ぼされた比企能員の縁者として連座し、大隅、薩摩、日向の守護職を没収された。この時、忠久は台明寺の紛争解決のため、守護として初めて任地の大隅国に下向しており、鎌倉には不在であった。同年10月19日、務めを終えて戻る上洛の無事を祈り、台明寺に願文を収めている。
比企の乱後は在京していたとみられ、建暦3年（1213年）2月に3代将軍・源実朝の学問所番となり、御家人としての復帰がみられる。同年6月の和田合戦においては勝者の側に立ち、乱に荷担した甲斐国都留郡の古郡氏の所領である波加利荘（新荘）を拝領した（本荘は甲斐源氏の棟梁武田氏が伝領）。同年7月に薩摩国地頭職に還補され、同国守護も同年再任されたとみられるが、大隅・日向守護職は北条氏の手に渡ったまま、その2国の復権がなされるのは南北朝時代以降のこととされている。
承久3年（1221年）の承久の乱後、同年7月、越前国守護に補任された。これより前の5月には同国足羽郡東郷荘の地頭職を与えられている。また、この頃、惟宗姓に代えて藤原姓を称している。元仁元年（1224年）に八十島使の随兵を務め、嘉禄元年（1225年）には検非違使に任じられ、嘉禄2年（1226年）には豊後守となった。
嘉禄3年（1227年）6月18日の辰の刻、脚気と赤痢により死去（『吾妻鏡』）。墓は、島津家第25代当主島津重豪により、江戸時代後期、鎌倉の西御門に源頼朝の墓と共に建立され、頼朝の墓から約70メートル程度離れた場所に建てられている（白旗神社#島津忠久の墓参照）。

## 出自

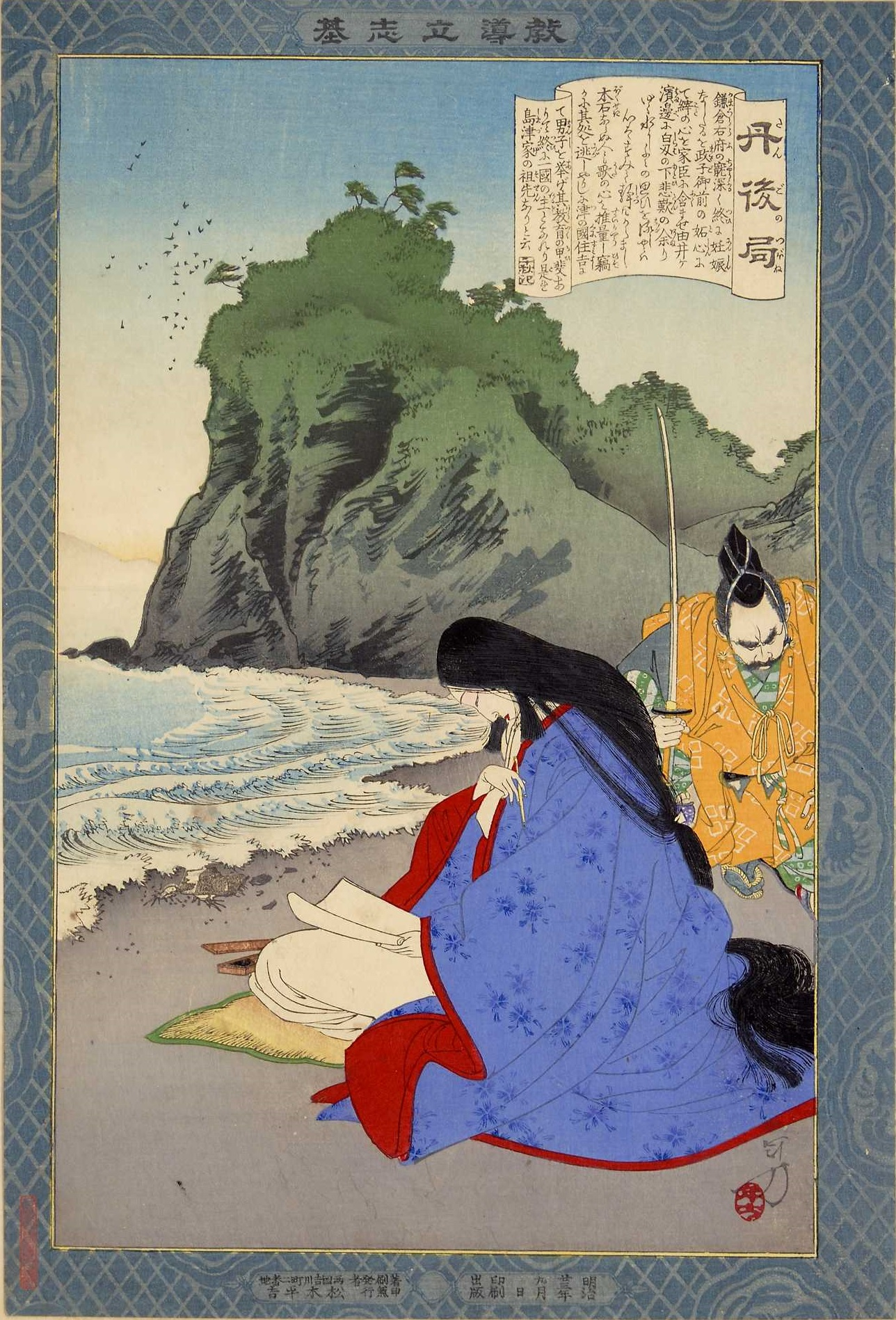
『教導立志基』「丹後局」（水野年方筆）。丹後内侍が北条政子に追われ、摂津国の住吉へ逃れて頼朝の子（島津忠久）を生んだという伝承を描く。

忠久の出自については、『島津国史』や『島津氏正統系図』において、「摂津大阪の住吉大社境内で忠久を生んだ丹後局は源頼朝の側室で、忠久は頼朝の落胤」とされ、出自は頼朝の側室で比企能員の妹・丹後局（丹後内侍）の子とされている。そのため頼朝より厚遇を受け地頭に任じられたとされている。
その他の出自に係る説について
忠久の実父については惟宗広言であったとする説もあるが、通字の問題などから広言の実子説については近年疑問視する説が有力であり養子であったとされている。その場合の実父候補に関して、忠久や弟・忠季の名から、惟宗氏で「忠」の字を持つ惟宗忠康が父親であるとする説が存在する。
母親に関しては、忠久は建仁3年（1203年）の比企能員の変に「縁坐」（連座）して処分を受けているので、比企氏縁者（能員義姉妹の子）であるとみなされ、『吉見系図』に記されているとおり比企尼長女の丹後内侍であるのが正しいとされている。将軍学問所番務めや陰陽道に関わる行事の差配を任されている事から、忠久が公家文化に深い理解を持っていたと考えられる。
これに対して、『吉見系図』によると丹後内侍は「無双の歌人」であったとされ、忠久の孫、曾孫、玄孫にあたる越前島津氏の忠景、忠宗、忠秀が歌人として有名である。また忠久の生誕地である住吉大社は航海の神として信仰されているが、当時は和歌の神としても崇敬されており、承元2年（1208年）の住吉社歌会合にも参加したことが知られる女房三十六歌仙の一人・宜秋門院丹後が摂津源氏の出身でもあることから、宜秋門院丹後が忠久の母であるとの説も提示されている。
生年については『島津系図』などによると治承3年（1179年）とされているが、治承3年時点で『山槐記』や『玉葉』に「左兵衛尉忠久」として記載されていることから、1179年には任官されるに足りる成人男子であったと思われるので、生年は治承3年より十数年以上遡っているものと推定される。

## 薩摩での忠久
『山田聖栄自記』及び、島津国史（江戸後期成立）によれば、地頭となった忠久は、文治2年（1186年）に薩摩国山門院（鹿児島県出水市の旧野田町を中心に旧高尾野町、出水の針原、六月田の一部、荘、江内、阿久根の脇本）の木牟礼城に入り、その後、日向国島津院（宮崎県都城市）の堀之内御所に移ったと伝えられている。この他に、三国名勝図会（江戸後期成立）では、建久7年（1196年）に、山門院から島津院の祝吉御所に入り、その後、堀之内御所に移ったとする伝承もある。しかし、史実としては忠久が山門院、島津院いずれにも移住したとは認められず、伝承にすぎないという指摘がされている。

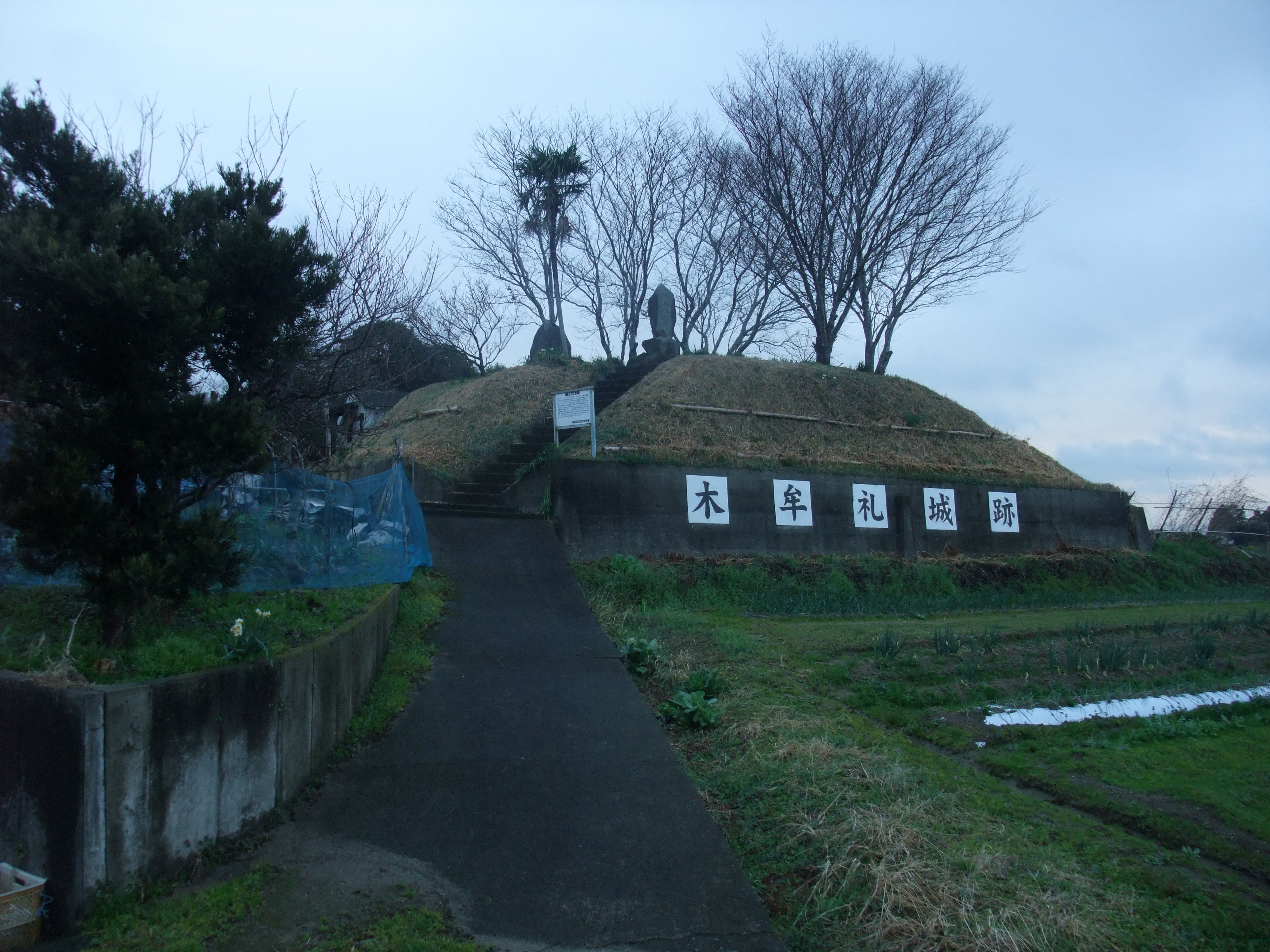
鹿児島県出水市の木牟礼城址

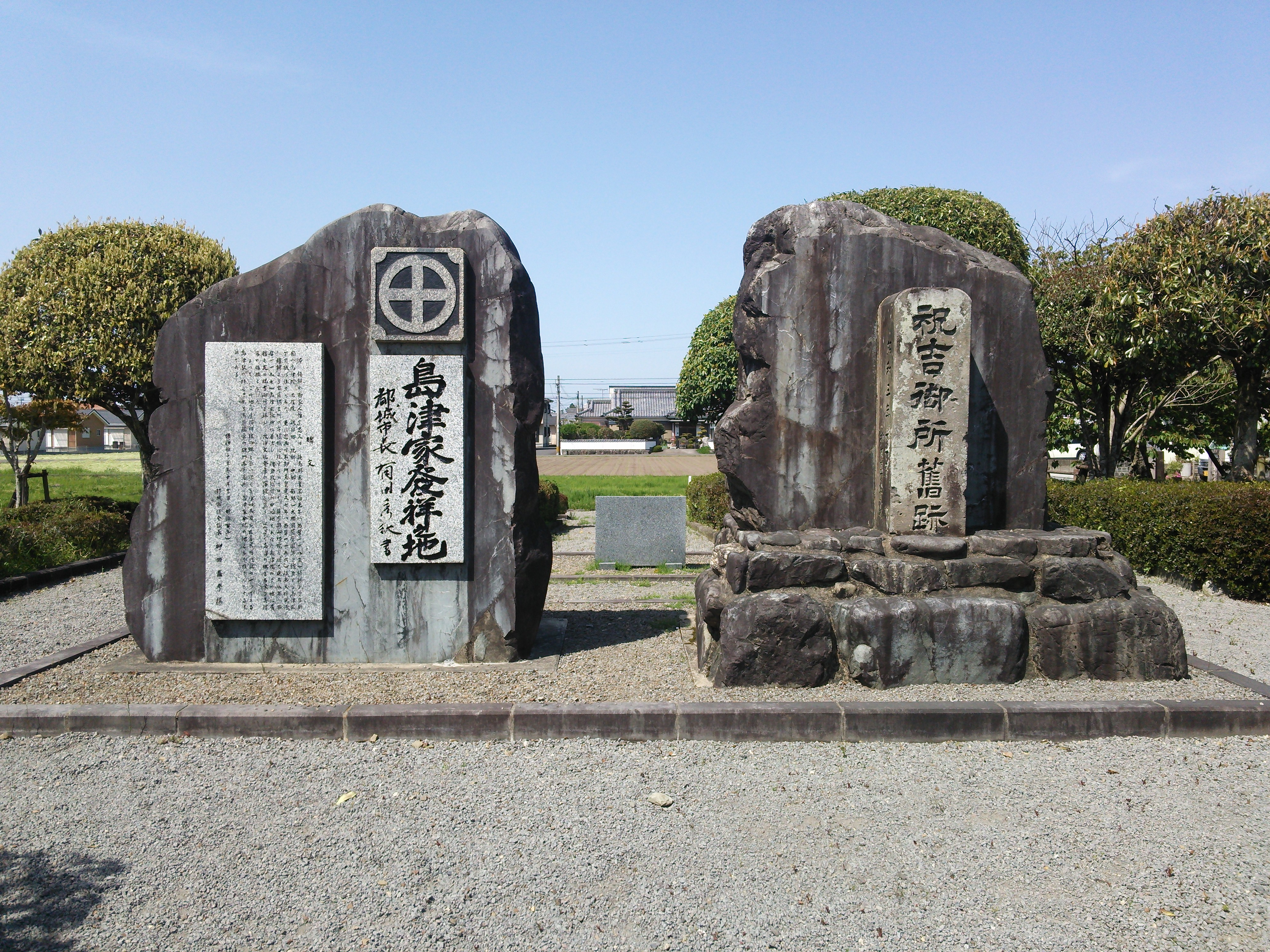
宮崎県都城市の祝吉御所門柱跡に建てられた石碑

出水市教育委員会による木牟礼城址の解説板では、文治2年（1186年）島津忠久が薩摩・大隅・日向三国の地頭職に任ぜられた後、家臣の本田貞親を任地に下向させて、三国の情勢を探らせた事が記されている。山門院の豪族を平らげて建久7年（1196年）貞親は山門院の木牟礼に城を築いて島津市三州支配の基礎を作ったという。
すなわち、忠久自身が木牟礼城に定住したことはないが、木牟礼城は薩摩国の守護所であり、ここに本田氏ら守護島津氏の家臣が常駐し守護勢力の拠点となり、5代貞久まで至るのである。
なお、木牟礼城址東南200メートルの付近は野田町の屋地という地名であるが、当時城郭内になっていたと伝えられ、城址内に竹林城址と伝えられている区画があり、本田貞親の居城であったという。
忠久が鎌倉で活動してそこで生涯を終え、二代目島津忠時も同様に鎌倉で没している。三代目島津久経が元寇を機に下向して以来、南九州への在地化が本格化し、四代目島津忠宗は島津氏として初めて薩摩の地で没した。
島津家当主で南九州に土着したことが確認できるのは五代目島津貞久以降である。碇山城（薩摩川内市）に貞久の守護所が置かれていたという。

## 島津荘地頭職任命の背景
忠久は鎌倉時代以前は京都の公家を警護する武士であり、親戚は大隅・日向国の国司を務めていた。
出身である惟宗家は近衛家の家司を代々務めた家で、忠久は近衛家に仕える一方で、源頼朝の御家人であった。東国武士の比企氏や畠山氏に関係があり、儀礼に通じ、頼朝の信任を得ていたという。
惟宗家が元々仕えていた近衛家は、平季基から島津荘の寄進を受けた藤原頼通の子孫である関白・藤原忠通の長男・基実を祖とする家であり、鎌倉時代から島津荘の荘園領主となっていた。
また、基実の子である基通については、婚約者であった源義高を殺害された直後の源頼朝の長女大姫を基通に嫁がせる構想があったことが知られており、最終的には実現しなかったものの、この構想に関して忠久の関与の可能性が指摘されている。
こうした源頼朝・近衛家を巡る関係から、島津忠久は地頭職・守護職を得たのではないかと考えられる。　
以後、島津家は島津荘を巡って近衛家と長い関係を持つにいたった。